# Rhein FM
Radio Rhein FM ist ein privater regionaler Hörfunksender.

## Standort
Radio Rhein FM sendet aus Bingen am Rhein.
Das Hörfunkprogramm wird auf DAB+-Kanal 12A in Bad Kreuznach und Rüdesheim ausgestrahlt.

## Reichweite
Die Reichweite entspricht der des regionalen DAB+-Multiplex Bad Kreuznach/Bingen. Versorgt werden Stadt und Landkreis Bad Kreuznach, der Rheingau und Teile Rheinhessens. Seit Anfang April 2024 wird neben dem Kuhberg in Bad Kreuznach auch vom Sender Niederberg in Rüdesheim mit je 500 Watt gesendet. Damit ist der Sender von Budenheim bis Bacharach am linken und Walluf bis Lorch am rechten Rheinufer zu empfangen.

## Programm
Den Sender gibt es seit Februar 2021 im Internet und auf App und seit Mai 2021 zusätzlich über DAB+ (Mux Bad Kreuznach, Kanal 12A).
Der Sender spricht Menschen vor Ort an. Das Programm ist regional und lokal ausgerichtet, Zielgruppe sind die 25-Jährigen bis 60+. Zum Programm gehören unter anderem die Morgensendung mit Artur Frank, Wunschhits am Sonntag mit Artur Frank, „Rhein mit Dir“ – der Talk, bei dem Personen aus Wirtschaft, Politik und Kultur vorgestellt werden, „Vorsicht Live“ Konzerte, „Reisesendung“ mit Alex Tauscher, „Der Mundart Montag“, Freitag und Samstag abends der „HotMix – NonStopDanceMusic“.
Infos gibt es z. B. zum Apotheken-Notdienst, Wasserstand für den Rhein, Programm in den regionalen Kinos. Nachrichten aus Deutschland und der Welt, Regional/Lokal Nachrichten und Wetter für Rheinhessen, Rheingau und Mittelrheintal. Interviews mit Themen aus der Region und Interessantes für die Region.
Bei Veranstaltungen wie Rhein in Flammen wird live gesendet.
Musik ist Oldie-based mit neueren Hits gemischt. Die tägliche Rotation besteht aus über 1000 Titeln, plus Specials wie Live-Konzerte und Album-Präsentationen.
Sendebetreiber ist Artur Frank, Radiomann seit 1989 mit Erfahrung in öffentlich-rechtlichen und privaten TV- und Rundfunksendern.